# Liste bekannter Schweizer Personen
Die Liste bekannter Schweizer Personen ist eine Übersichtsliste von Listen über bekannte Schweizer Personen (mit Schweizer Bürgerrecht oder gleichwertigem vor 1848), sortiert nach Politik, Sport, Kultur und weiteren Themenbereichen sowie nach Kantonen und Wikipedia-Kategorien. Ausserdem wird eine Auswahl von auch international bekannten Personen namentlich erwähnt.

## Politik, Justiz und Armee
Politik auf Bundes- und Kantonsebene
- Liste der Schweizer Bundespräsidenten
- Liste der Mitglieder des Schweizerischen Bundesrates
- Liste der Vorsteher der Eidgenössischen Departemente
- Bundesratsfoto
- Liste der Mitglieder des aktuellen Schweizer Nationalrats
- Liste der Listen von Nationalräten nach Kantonen geordnet
- Liste der Präsidenten des Nationalrats (Schweiz)
- Liste der Mitglieder des aktuellen Schweizer Ständerats
- Liste der Listen von Ständeräten nach Kantonen geordnet
- Liste der Präsidenten des Ständerats
- Liste der Schweizer Bundeskanzler und Vizekanzler
- Liste der Staatssekretäre
- Liste der Preisüberwacher
- Liste der amtierenden Mitglieder der Schweizer Kantonsregierungen
- Liste der Listen von Mitglieder der Schweizer Kantonsregierungen nach Kantonen geordnet
- Liste der Listen der Schweizer Botschafter
- Kategorie:Politiker (Schweiz)

Justiz auf Bundesebene
- Liste der aktuellen Richter am Schweizer Bundesgericht
- Liste der Bundesgerichtspräsidenten
- Kategorie:Bundesrichter (Schweiz)
- Präsidium Bundesverwaltungsgericht
- Liste der aktuellen Zusammensetzung und bisherigen Präsidenten der Unabhängigen Beschwerdeinstanz für Radio und Fernsehen UBI
- Liste der Schweizer Bundesanwälte

Armee
- Chef der Armee (Friedenszeiten)
- Liste Schweizer Generäle (Krieg)

Parteien
- Liste der Parteipräsidenten der Schweizerischen Volkspartei SVP, Schweiz
- Liste der Parteipräsidenten der Sozialdemokratischen Partei der Schweiz SPS, Schweiz
- Liste der Parteipräsidenten der FDP.Die Liberalen, Schweiz
- Liste der Parteipräsidenten der Partei Die Mitte, Schweiz
- Kategorie:Parteipräsident (Schweiz)

Politiker und Vertreter von Justiz und Armee ab Gründung des modernen Bundesstaats im Jahre 1848, davor siehe Abschnitt "Geschichte"
- Christoph Blocher (* 1940), Bundesrat und Industrieller
- Walther Bringolf (1895–1981), Stadtpräsident, Nationalrat, zählte zu den einflussreichsten Sozialdemokraten der Schweiz im 20. Jahrhundert
- Didier Burkhalter (* 1960), Bundesrat und 2014 Vorsitzender der Organisation für Sicherheit und Zusammenarbeit in Europa (OSZE)
- Joseph Deiss (* 1946), Bundesrat, Präsident 65. Sitzungsperiode der UNO-Generalversammlung
- Ruth Dreifuss (* 1940), erste weibliche sowie auch jüdische Bundespräsidentin der Schweiz
- Numa Droz (1844–1899), Bundesrat, er ist bis heute der jüngste Bundesrat überhaupt
- Guillaume-Henri Dufour (1787–1875), General, Geograf
- Stefano Franscini (1796–1857), Bundesrat, Statistiker und trug massgeblich zur Gründung der Eidgenössischen Technischen Hochschule ETH bei
- Lise Girardin (1921–2010), erste Ständerätin und erste Frau in einer Exekutivregierung (Staatsrat Kanton Genf und Stadtpräsidentin von Genf)
- Robert Grimm (1881–1958), Nationalrat, Publizist, treibende Kraft des Landesstreiks von 1918 und eine der entscheidenden Figuren der schweizerischen Arbeiterbewegung
- Henri Guisan (1874–1960), General Zweiter Weltkrieg
- Eugen Huber (1849–1923), Jurist, Nationalrat und Verfasser des Schweizerischen Zivilgesetzbuches
- Elisabeth Kopp (1936–2023), erste Bundesrätin
- Emilie Lieberherr (1924–2011), Stadträtin, Ständerätin, Frauenrechtlerin und Wegbereiterin einer neuen Drogenpolitik (Heroinabgabe an Schwerstsüchtige)
- Giuseppe Motta (1871–1940), Bundesrat 1911–1940 und 1924/25 Präsident des Völkerbundes
- Ulrich Ochsenbein (1811–1890), Bundesrat, Offizier und Präsident der Verfassungskommission für die erste Bundesverfassung von 1848
- Adolf Ogi (* 1942), Bundesrat und UNO Sonderberater für Sport im Dienste von Entwicklung und Frieden
- Fritz Platten (1883–1942), Kommunist und Nationalrat
- Carla del Ponte (* 1947), Bundesanwältin und Chefanklägerin des Internationalen Strafgerichtshofes für die Kriegsverbrechen im ehemaligen Jugoslawien sowie für den Völkermord in Ruanda in Den Haag
- Karel Schwarzenberg, tschechisch-schweizerischer Politiker, und Unternehmer
- Theophil Sprecher von Bernegg (1850–1927), Offizier und Generalstabschef der Schweizer Armee
- Ignaz Paul Vital Troxler (1780–1866), Arzt, Politiker, Pädagoge und Philosoph. Er gilt als Begründer des Zweikammernsystems (nach amerikanischem Vorbild) in der Schweizer Bundesverfassung
- Trudy Späth (1908–1990), erste Frau, die in einer politischen Schweizer Behörde tätig war
- Friedrich Traugott Wahlen (1899–1985), Bundesrat, Professor für Landwirtschaft an der ETH Zürich, Haupttreiber hinter der Anbauschlacht im 2. Weltkrieg
- Hans-Peter Tschudi (1913–2002), Bundesrat und «Vater der AHV»
- Ulrich Wille (1848–1925), General Erster Weltkrieg
- Jean Ziegler (* 1934), Soziologe, Nationalrat und UNO-Sonderberichterstatter für das Recht auf Nahrung

## Architektur
- Liste Schweizer Architekten

- Hans Wilhelm Auer (1847–1906), Architekt des Bundeshauses in Bern
- Erwin Friedrich Baumann (1890–1980), Architekt und Bildhauer
- Hans Bernoulli (1876–1959), Architekt, Städtebauer und Hochschullehrer
- Francesco Borromini (1599–1667), Architekt aus dem nachmaligen Kanton Tessin
- Mario Botta (* 1943), Architekt
- Le Corbusier (Charles-Edouard Jeanneret) (1887–1965), Architekt
- Ernst Friedrich Cramer (1898–1980), Gartenarchitekt
- Justus Dahinden (1925–2020), Architekt und Professor
- Marcus Diener (1918–1999) und sein Sohn Roger Diener (* 1950) gründeten 1978 die Firma Diener & Diener Architekten
- Carlo Fontana (1638–1714), Architekt, Bildhauer und Ingenieur
- Domenico Fontana (1543–1607), Architekt, Maler und Bildhauer aus dem nachmaligen Kanton Tessin
- Walter Maria Förderer (1928–2006), Architekt, Bildhauer, Hochschullehrer sowie Politiker, Vertreter des neo-expressionistischen Kirchenbaus der 1960er und des Brutalismus
- Albert Frey (1903–1998), Architekt
- Domenico Gilardi (1785–1845), Architekt des Neoklassizismus in Moskau
- Robert Haussmann (1931–2021) und Trix Haussmann-Högl (* 1933), Architekten, Möbelkonstrukteure, Innenarchitekten, und Designer, zusammen waren sie als Robert & Trix Haussmann bekannt
- Jacques Herzog (* 1950) und Pierre de Meuron (* 1950), Architekten Herzog & de Meuron
- Pierre Jeanneret (1896–1967), Architekt und Möbeldesigner
- Dieter Kienast (1945–1998), Landschaftsarchitekt
- Carlo Maderno (1556–1629), in Italien tätiger Architekt des Römischen Frühbarock aus dem nachmaligen Kanton Tessin
- Hannes Meyer (1889–1954), Architekt und Urbanist, er gilt als einer der bedeutenden Vertreter des Neuen Bauens
- Rudolf Olgiati (1910–1995), Architekt
- Valerio Olgiati (* 1958), Architekt und Akademieprofessor
- Maurus Schifferli (* 1973), Landschaftsarchitekt und Universitätsprofessor
- Luigi Snozzi (1932–2020), Architekt und Hochschullehrer
- Flora Steiger-Crawford (1899–1991), erste diplomierte Architektin der Schweiz, Möbeldesignerin und Bildhauerin
- Domenico Trezzini (1670–1734) Architekt, unter Zar Peter I. massgeblich am Bau der neuen Hauptstadt St. Petersburg beteiligt
- Bernard Tschumi (* 1944), Architekt und Architekturtheoretiker
- Peter Zumthor (* 1943), Architekt
- Raphael Zuber (* 1973), Architekt

## Bildende Kunst, Design, Fotografie und Comic
- Liste Schweizer Maler und Grafiker und Kategorie:Bildender Künstler (Schweiz)

- Adèle d’Affry (1836–1879), Malerin und Bildhauerin
- Jacques-Laurent Agasse (1767–1849), Tier- und Landschaftsmaler.
- Jean Arcelin (* 1962), Maler
- Cuno Amiet (1868–1961), Kunstmaler, Zeichner, Graphiker, Bildhauer und Mitglieder der Dresdner Künstlergruppe Brücke
- Thomas Ammann, (1950–1993), Kunsthändler des Impressionismus und der Klassischen Moderne und Sammler von Nachkriegs- und zeitgenössischer Kunst
- Albert Anker (1831–1910), Kunstmaler
- Jean Arcelin (* 1962), Maler
- René Auberjonois (1872–1957), Maler
- Max Bill (1908–1994), Maler, Bildhauer und Architekt
- François Bocion (1828–1890), Maler im Stil des Impressionismus, er erlangte als «Maler des Genfer Sees» internationale Berühmtheit
- Karl Bodmer (1809–1893), Grafiker, Radierer, Lithograf, Zinkstecher, Zeichner, Maler und Illustrator
- Arnold Böcklin (1827–1901), Kunstmaler
- Marius Borgeaud (1861–1924), Maler
- Frank Buchser, geboren als Franz Buchser (1828–1890), Maler und Abenteurer
- Alexandre Calame (1810–1864), Maler
- Philippe Chappuis, bekannt als Zep, (* 1967), Comiczeichner, sein bekanntestes Werk ist Titeuf.
- Bernard Cosandey, bekannt als Cosey, (* 1950), Comiczeichner
- Jean Crotti (1878–1958), Maler und Graphiker des Dadaismus
- Alex Diggelmann (1902–1987), Graphiker und Künstler
- Martin Disler (1949–1996), Maler, Bildhauer und Schriftsteller
- Jean Dunand (1877–1942), eigentlich Jules John Dunand, Maler, Bildhauer, Metallhandwerker, Möbeldesigner, Innenarchitekt und Lackkünstler. Seine Arbeiten gelten als charakteristisch für die Art-Déco-Bewegung.
- Hans Erni (1909–2015), Kunstmaler
- Peter Fischli (* 1952) und David Weiss (1946–2012), oftmals kurz Fischli/Weiss, waren ein Künstlerduo, das zu den renommiertesten Gegenwartskünstlern der Schweiz gehörte
- Adrian Frutiger (1928–2015), Schriftgestalter, zählt zu den massgebenden Schöpfern der Schweizer Typografie
- Johann Caspar Füssli (1706–1782), Maler und Schriftsteller
- Johann Heinrich Füssli, (1741–1825), Maler und Publizist, der in England als Henry Fuseli bekannt wurde
- Johann Kaspar Füssli (1743–1786), Maler, Entomologe und Verleger
- Franz Gertsch (1930–2022), Kunstmaler, mit Spezialität auf grossformatige, hyperrealistische Portraits
- Karl Gerstner (1930–2017), Grafikdesigner, Werber und bedeutender Vertreter der Schweizer Typografie
- Salomon Gessner (1730–1788), Idyllendichter, Maler und Grafiker
- Alberto Giacometti (1901–1966), Bildhauer und Kunstmaler
- Augusto Giacometti (1877–1947), Kunstmaler
- Giovanni Giacometti (1868–1933), Kunstmaler
- HR Giger (1940–2014), Maler und Bildhauer und Schöpfer von Alien-Figuren
- Anton Graff (1736–1813), Maler des Klassizismus, einer der bedeutendsten Porträtmaler seiner Epoche
- Eugène Grasset (1845–1917), Bildhauer, Maler und Illustrator der Belle Époque und Wegbereiter des Jugendstils.
- Esther Grether (* 1936), eine der bedeutendsten Kunstsammlerinnen für Gegenwartskunst und Moderne Kunst
- Willi Gutmann (1927–2013), Bildhauer
- Stefan Haenni (* 1958), Maler und Schriftsteller
- Andreas Heusser (* 1976), Konzeptkünstler und Kurator
- Ferdinand Hodler (1853–1918), Kunstmaler
- Max Huber (1919–1992), Grafiker und Grafikdesigner, spezialisiert auf Gebrauchsgrafik und international bekannt für seine Plakatkunst
- Angelika Kauffmann (1741–1807), Kunstmalerin des Klassizismus
- Albert Lindegger (1904–1991), besser unter seinem Beinamen Lindi bekannt, Maler, Zeichner und Illustrator
- Rolf Knie (* 1949), Schweizer Artist, Maler und Unternehmer
- Rudolf Koller (1828–1905), Maler, bekannt vor allem durch seine Gotthardpost
- Urs Lüthi (* 1947), Künstler, Maler, Video-, Performance- und Installationskünstler
- Bernhard Luginbühl (1929–2011), Bildhauer und Eisenplastiker
- Niklaus Manuel, (wahrscheinlich 1484–1530), Maler, Dichter, Graphiker, Holzschnittmeister, Reformator und Berner Staatsmann
- Matthäus Merian der Ältere (1593–1650), Kupferstecher und Verleger
- Max Miedinger (1910–1980), Grafiker, Typograf und Schöpfer der Schriftart Helvetica
- Yves Netzhammer (* 1970), Computerkünstler
- Auguste de Niederhäusern, bekannt unter Rodo, (1863–1913), Bildhauer, gehört zu den bekanntesten Schweizer Vertretern des Symbolismus
- Meret Oppenheim (1913–1985), Künstlerin und Lyrikerin, sie war eine der wichtigsten Vertreterinnen des Surrealismus
- Sibylle Pasche (* 1976), Künstlerin und Bildhauerin
- Frederik Peeters (* 1974), Comiczeichner
- Etienne Perincioli (1881–1944), Bildhauer
- Marcel Perincioli (1911–2005), Bildhauer
- Roger Pfund (1943–2024), Grafiker und Grafikdesigner
- James Pradier (1790–1852), (eigentlich Jean Jacques Pradier), Bildhauer
- Oskar Reinhart (1885–1965), Kunstsammler und Mäzen
- Claude de Ribaupierre, bekannt als Derib, (* 1944), Comiczeichner
- Pipilotti Rist (* 1962), Künstlerin u. a. Videoinstallationen und Experimentalfilmen gehören zu ihren Arbeiten auch Environments, Objekte, Computerkunst und digitale Fotomontagen
- Louis Léopold Robert (1794–1835), Maler
- Thomas Ruch (* 1963), Maler und Zeichner
- Niki de Saint Phalle (1930–2002), Bildhauerin
- Hannes Schmid (* 1946), Fotokünstler, der lange als Werbe- und Modefotograf gearbeitet hat
- Albin Schweri (1885–1946), Maler, Glasmaler, Mosaizist und Grafiker
- Peter Schweri (1939–2016), Maler, Zeichner, Objektkünstler, Fotograf und ab 2008 Musikkompositeur, Vertreter des Zürcher Konstruktivismus
- Thomas Stricker (* 1962), Bildhauer, Installationskünstler und Aktionskünstler
- Harald Szeemann (1933–2005), Museumsleiter, Kurator und Ausstellungsmacher von internationalem Rang
- Sophie Taeuber-Arp (1889–1943), Kunstmalerin und Bildhauerin
- Jean Tinguely (1925–1991), Bildhauer
- Myriam Thyes (* 1963), Medienkünstlerin
- Rodolphe Töpffer (1799–1846), Zeichner und Novellist, bekannt vor allem für seine Bildergeschichten, die als Vorreiter der Comics gelten
- Félix Vallotton (1865–1925), Maler, Grafiker, Holzstecher und Schriftsteller
- Isabelle Waldberg (1911–1990), Künstlerin und Bildhauerin
- Ricco Wassmer, Maler, bekannt für den magischen Realismus
- John Webber, eigentlich Johann Wäber (1751–1793), Expeditionsmaler der dritten Südsee-Entdeckungsreise von Kapitän Cook (1776–1780)

## Film, Theater, Kabarett, Comedy, Tanz
- Gewinner des Schweizer Filmpreises
- Liste Schweizer Volksschauspieler
- Träger des Hans-Reinhart-Rings (höchste Auszeichnung im Theaterleben der Schweiz)
- Gewinner des Salzburger Stiers (bedeutender Kleinkunstpreis im deutschsprachigen Raum)
- Gewinner des Schweizer KleinKunstPreises
- Gewinner des Swiss Comedy Award
- Gewinner des Schweizer Preises Darstellende Künste
- Gewinner des Innerschweizer Kulturpreises
- Kategorie:Kabarettist (Schweiz)
- Kategorie:Filmpreis (Schweiz)

- Pasquale Aleardi (* 1971), Schauspieler und Musiker
- Lukas Ammann (1912–2017), Schauspieler, bekannt u. a. durch die Fernsehserie Graf Yoster gibt sich die Ehre
- Beat Marti (* 1972), Schauspieler
- Ursula Andermatt (1957–2022), Schauspielerin
- Ursula Andress (* 1936), Schauspielerin
- Peter Arens (1928–2015), Schauspieler und Theaterregisseur
- Blanche Aubry (1921–1986), Schauspielerin
- Stefan Bachmann (* 1966), Theaterregisseur und Theaterintendant
- Patti Basler (* 1976), Bühnenpoetin, Autorin, Kabarettistin und Satirikerin
- Joel Basman (* 1990), Schauspieler
- Daniel Bernhardt (* 1965), Stuntman und Schauspieler
- Anneliese Betschart (1930–1982), Schauspielerin und Regisseurin
- Jean-Luc Bideau (* 1940), Schauspieler
- Anne-Marie Blanc (1919–2009), Schauspielerin
- Hazel Brugger (* 1993), Stand-up-Comedian, Kabarettistin, Moderatorin, Bloggerin, Autorin und Slam-Poetin
- Ursula Cantieni (1947–2023), Schauspielerin
- Ettore Cella (1913–2004), Schauspieler und Regisseur
- Arthur Cohn (* 1927), Filmproduzent und sechsfacher Oscars-Gewinner
- Fabrizio Daniele (* 1989), Schauspieler, Produzent und Regisseur
- Claudia Demarmels (* 1954), Schauspielerin
- Annemarie Düringer (1925–2014), Burgschauspielerin und Trägerin des Alma-Seidler-Rings
- Helmut Förnbacher (* 1936), Schauspieler, Regisseur und Drehbuchautor
- Marc Forster (* 1969), Filmregisseur z. B. James-Bond-Film Ein Quantum Trost
- Robert Freitag (1916–2010), Schauspieler und Regisseur
- Bruno Ganz (1941–2019), Schauspieler
- Heidi Maria Glössner (* 1943), Film- und Theaterschauspielerin
- Mathias Gnädinger (1941–2015), Schauspieler und Synchronsprecher
- Jean-Luc Godard (1930–2022), Regisseur und Drehbuchautor
- Curt Goetz (1888–1960), eigentlich Kurt Walter Götz, Schauspieler und Schriftsteller
- Claude Goretta (1929–2019), Filmregisseur und Fernsehproduzent
- Regula Grauwiller (* 1970), Schauspielerin
- Heinrich Gretler (1897–1977), Schauspieler
- Stefan Gubser (* 1957), Schauspieler
- Herbert Herrmann (* 1941), Schauspieler
- Paul Hubschmid (1917–2002), Schauspieler
- Markus Imhoof (* 1941), Regisseur
- Irène Jacob (* 1966), Schauspielerin
- Roger Jendly (* 1938), Theater- und Filmschauspieler
- Gilles Jobin (* 1964), Balletttänzer und Choreograf des zeitgenössischen Balletts
- Carla Juri (* 1985), Schauspielerin
- Marthe Keller (* 1945), Schauspielerin
- Adalbert Klingler (1896–1974), Handpuppenspieler
- Gustav Knuth (1901–1987), Schauspieler
- Christian Kohlund (* 1950), Schauspieler
- Erwin Kohlund (1915–1992), Schauspieler und Theaterregisseur
- Xavier Koller (* 1944), Regisseur
- Kamil Krejčí (* 1961), Schauspieler, Regisseur, Autor
- Ruth Maria Kubitschek (1931–2024), Schauspielerin, Synchronsprecherin und Autorin
- Mathis Künzler (* 1978), Schauspieler
- Stefan Kurt (* 1959), Film- und Theaterschauspieler
- Ursina Lardi (* 1970), Schauspielerin
- Hans «Hausi» Leutenegger (* 1940), Schauspieler und Unternehmer
- Max Loong (* 1980), Schauspieler und Produzent
- Walo Lüönd (1927–2012), Schauspieler
- Delio Malär (* 1992), Schauspieler und Musiker
- Andreas Matti (* 1959), Film- und Theaterschauspieler
- Anne-Marie Miéville (* 1945), Filmemacherin, Schauspielerin und Schriftstellerin
- Ursela Monn (* 1950), Schauspielerin und Sängerin
- Antoine Monot, Jr. (* 1975), Schauspieler
- Aomi Muyock (* 1989), Schauspielerin und Model
- Vincent Perez (* 1962), Schauspieler, Regisseur, Drehbuchautor und Filmproduzent
- Anna Pieri (* 1979), Schauspielerin
- Liselotte Pulver (* 1929), Schauspielerin
- Martin Rapold (* 1973), Schauspieler
- Patrick Rapold (* 1975), Schauspieler und Pianist
- Milo Rau (* 1977), Regisseur, Theaterautor, Essayist und Soziologe
- Urs Remond (* 1964), Schauspieler und Regisseur
- Suly Röthlisberger (* 1949), Schauspielerin
- Max Rüdlinger (* 1949), Schauspieler und Autor
- Joseph Scheidegger (1929–2012), Schauspieler, Hörspiel- und Filmregisseur, Dramaturg und Drehbuchautor
- Maximilian Schell (1930–2014), Schauspieler
- Maria Schell (1926–2005), Schauspielerin
- Noémie Schmidt (* 1990), Schauspielerin
- Hannes Schmidhauser (1926–2000), Schauspieler, Drehbuchautor und Regisseur
- Trudi Schoop (1903–1999), Tänzerin, Tanztherapeutin und Kabarettistin
- Carol Schuler (* 1987), Schauspielerin und Tatort-Kommissarin
- Armin Schweizer (1892–1968), Schauspieler
- Michel Simon (1895–1975), Charakterschauspieler und galt als monstre sacré («heiliges Monster») des französischen Films
- Michel Soutter (1932–1991), Filmregisseur, Drehbuchautor und Filmproduzent
- Sarah Spale (* 1980), Schauspielerin
- Heinz Spoerli (* 1940), Ballett-Choreograf
- Peter W. Staub (1910–2000), Schauspieler
- Emil Steinberger (* 1933), Kabarettist und Schauspieler
- Sigfrit Steiner (1906–1988), Schauspieler, Filmregisseur und Drehbuchautor
- Alain Tanner (1929–2022), Regisseur
- Anatole Taubman (* 1970), Schauspieler
- Sabine Timoteo (* 1975), Schauspielerin
- Oliver Tobias (* 1947), Film- und Theaterschauspieler
- Robert Trösch; geboren als Robert Kohli (1911–1986), Schauspieler und Regisseur
- Pascal Ulli (* 1969), Schauspieler, Produzent und Regisseur
- Roeland Wiesnekker (* 1967), Film- und Theaterschauspieler
- William Wyler (1902–1981), Filmregisseur und Produzent, galt über drei Jahrzehnte lang als einer der führenden Regisseure Hollywoods
- Yves Yersin (1942–2018), Filmregisseur, Drehbuchautor und Filmproduzent

## Geschichte
- Liste Schweizer Reformatoren
- Liste Schweizer Patriziergeschlechter
- Liste Berner Patriziergeschlechter
- Liste Luzerner Patriziergeschlechter
- Liste der bis 1798 regimentsfähigen Geschlechter der Stadt Bern
- Kategorie:Schweizer Adelsgeschlecht
- Figuren der Schweizer Nationalmythen
- Kategorie: Politiker vor 1848
- Helvetische Republik: Persönlichkeiten

- Roland Béguelin (1921–1993), Hauptvertreter der jurassischen Separatisten in der Jurafrage
- Peter Viktor von Besenval, Freiherr von Brunnstatt, franz. Pierre Victor de Besenval de Brunstatt (1721–1791), Militär in französischen Diensten
- Rosa Bloch (1880–1922), Politikerin der Schweizer Arbeiterbewegung des frühen 20. Jahrhunderts und Frauenrechtlerin
- Bruno Breguet (1950–verschollen 1995), Terrorist und angeblicher CIA-Agent
- Rudolf Brun (ca. 1290/1300–1360), erster Bürgermeister von Zürich, auf ihn geht die Brunsche Zunftverfassung Zürichs zurück
- Heinrich Bullinger (1504–1575), Reformator, Antistes der Zürcher reformierten Kirche und Verfasser des Zweiten Helvetischen Bekenntnises
- Johannes Calvin (1509–1564), Reformator in Genf
- Guglielmo Canevascini (1886–1965), Nationalrat und einer der Gründungsväter von Radio Monte Ceneri, einer Stimme der Freiheit und des Antifaschismus
- Étienne Clavière (1735–1793), Bankier und Politiker in Genf und Frankreich
- Henri Dunant (1828–1910), Gründer der Internationale Rotkreuz- und Rothalbmond-Bewegung
- Guillaume Farel (1489–1565), Reformator von Lausanne
- Beat Fischer (1641–1698), Gründer der Post in der alten Stadt und Republik Bern
- Niklaus von Flüe (1417–1487), Diplomat, Einsiedler und Schutzpatron der Schweiz
- Albert Gallatin (1761–1849), Senator in Pennsylvania und von 1801 bis 1814 der am längsten amtierende Finanzminister in der amerikanischen Geschichte
- Hermann Geiger (1914–1966), Pionier des Gletscherflugs (Gletscherpilot) und Mitbegründern der Schweizerischen Rettungsflugwacht (Rega).
- Marie Goegg-Pouchoulin (1826–1899), erste Schweizer Frauenrechtlerin, eine der wichtigsten Kämpferinnen für das Frauenstimmrecht und für die zivilrechtliche und politische Gleichstellung der Frauen in der Schweiz
- Marthe Gosteli (1917–2017), Frauenrechtlerin und Gründerin der Gosteli-Stiftung, dem Archiv zur Geschichte der schweizerischen Frauenbewegung
- Paul Grüninger (1891–1972), zwischen 1938 und 1939 rettete er als leitender Grenzbeamter mehrere hundert jüdische und andere Flüchtlinge vor der nationalsozialistischen Verfolgung und Vernichtung
- Berchtold Haller (1492–1536), Reformator von Bern
- Antoine-Henri Jomini (1779–1869), Offizier und einer der einflussreichsten Militärtheoretiker, seine von ihm entwickelten Lehren prägten die Militärdoktrinen des 19. Jahrhunderts entscheidend
- Jörg Jenatsch (1596–1639), Pfarrer, Militärführer und Politiker
- Gertrud Kurz, genannt die Flüchtlingsmutter oder Mutter Kurz (1890–1972), gründete und leitete ein Schweizer Flüchtlingshilfswerk
- Carl Lutz (1895–1975), Diplomat und Retter von insgesamt 62'000 ungarischen Juden im Zweiten Weltkrieg
- Napoleon III (1808–1873)
- Jacques Necker (1732–1804), Finanzminister unter Ludwig XVI.
- Johannes Oecolampadius (1482–1531), Reformator von Basel
- Hans von Reinhard, (1755–1835), Politiker, traf an der Helvetische Consulta in Paris Napoleon Bonaparte und unterzeichnete als Ausschussmitglied die Mediationsakte vom 19. Februar 1803
- Charles Pictet de Rochemont (1755–1824), Diplomat, Politiker und Offizier
- Iris von Roten (1917–1990), Juristin, Journalistin, Frauenrechtlerin und Autorin des Buches Frauen im Laufgitter
- Marie-Louise Ruedin (1880–1960), katholische Klosterfrau, die im türkischen Unabhängigkeitskampf etwa 6'000 Christen und Juden vor dem Tod bewahrte
- Ida Somazzi (1882–1963), Frauenrechtlerin, nach ihr ist der Ida-Somazzi-Preis benannt.
- Kaspar Stockalper (1609–1691), Unternehmer und Politiker
- Pierre Viret (1511–1571), Reformator in der heutigen Westschweiz
- Hans Waldmann (1435–1489), Heerführer der Alten Eidgenossenschaft und Bürgermeister von Zürich
- Charlotte Weber (1912–2000), Flüchtlingshelferin und Buchautorin
- Johann Rudolf Wettstein (1594–1666), Bürgermeister von Basel, Diplomat und eidgenössischer Unterhändler bei den Verhandlungen zum Westfälischen Frieden
- Johann Rudolf Wettstein (Theologe) (1614–1684), Theologe und Bibliothekar
- Johann Rudolf Wettstein (Philologe) (1647–1711), Philologe und Theologe
- Elisabeth von Wetzikon (um 1235–1298), Fürstäbtissin des Fraumünsterklosters in Zürich und damit die Herrin der Stadt
- Leopold Wölfling, geboren als Erzherzog Leopold Ferdinand von Österreich-Toskana, (1868–1935)
- Katharina von Zimmern (1478–1547), letzte Äbtissin des Fraumünsterklosters in Zürich
- Huldrych Zwingli (1484–1531), Reformator von Zürich

## Ingenieur, Erfinder, Pioniere
- Othmar Ammann (1879–1965), Ingenieur, bedeutender Brückenbauer, der insbesondere durch die Planung und den Bau der George Washington Bridge und der Verrazzano-Narrows Bridge bekannt wurde
- Oskar Bider (1891–1919), Landwirt und Flugpionier
- Johann Georg Bodmer (1786–1864), Mechaniker, Erfinder und Unternehmer
- Jost Bürgi (1552–1632), Uhrmacher, Instrumentenerfinder, Mathematiker und Astronom
- Alfred Comte (1895–1965), Flugpionier und Flugzeugbauer
- Hans Conrad Escher von der Linth (1767–1823), Ingenieur der Linthkorrektion
- Raphaël Domjan (* 1972), Solarenergiepionier
- Armand Dufaux (1883–1941), Luftfahrtpionier Erfinder und Konstrukteur
- Henri Dufaux (1879–1980), Luftfahrtpionier, Erfinder, Maler und Politiker
- Louis Favre (1826–1879), Ingenieur des Gotthardtunnels
- Ernest Failloubaz (1892–1919), Flugpionier
- Hans Hilfiker (1901–1993), Elektroingenieur und Gestalter, Schöpfer der Schweizer Bahnhofsuhr
- Hannes Keller (1934–2022), Tauchpionier, Computerpionier und Entwickler von Witchpen, Ways für Windows und Wizardmaker sowie Unternehmer
- John Kruesi (1843–1899), Maschinenbauer und langjähriger Partner von Thomas Edison
- Carl Maier (1877–1952), Unternehmer und Politiker
- Robert Maillart (1872–1940), Bauingenieur, Brückenbauer und Unternehmer
- Christian Menn (1927–2018), Bauingenieur, Brückenbauer und Professor an der ETH Zürich
- Georges de Mestral (1907–1990), Ingenieur und Erfinder des Klettverschlusses
- Daniel Peter (1836–1919), Erfinder der Milchschokolade
- Niklaus Riggenbach (1817–1899), Ingenieur und Erfinder des Zahnradbahnsystems Riggenbach (Leiterzahnstange) und der Gegendruckbremse
- Isaac de Rivaz (1752–1828), u. a. Erfinder des Explosionsmotors
- Yves Rossy (* 1959), Pilot und Erfinder
- Eduard Spelterini (1852–1931), Luftfahrtpionier, Ballonkapitän und Fotograf
- Niklaus Wirth (1934–2024), Informatiker, Erfinder der Programmiersprache Pascal und Entdecker des Wirthschen Gesetzes